# الکس شینسکی
الکس شینسکی (انگلیسی: Alex Shinsky؛ زادهٔ ۲ آوریل ۱۹۹۳) بازیکن فوتبال اهل ایالات متحده آمریکا است.
از باشگاه‌هایی که در آن بازی کرده‌است می‌توان به باشگاه فوتبال فینیکس رایزینگ اشاره کرد.
وی همچنین در تیم ملی فوتبال United States U17 بازی کرده‌است.